# Luehea microcarpa
Luehea microcarpa är en malvaväxtart som beskrevs av R. E. Fries. Luehea microcarpa ingår i släktet Luehea och familjen malvaväxter. Utöver nominatformen finns också underarten L. m. polymorpha.